# パルトガ
座標: 北緯61度00分37秒 東経36度09分00秒 / 北緯61.01028度 東経36.15000度

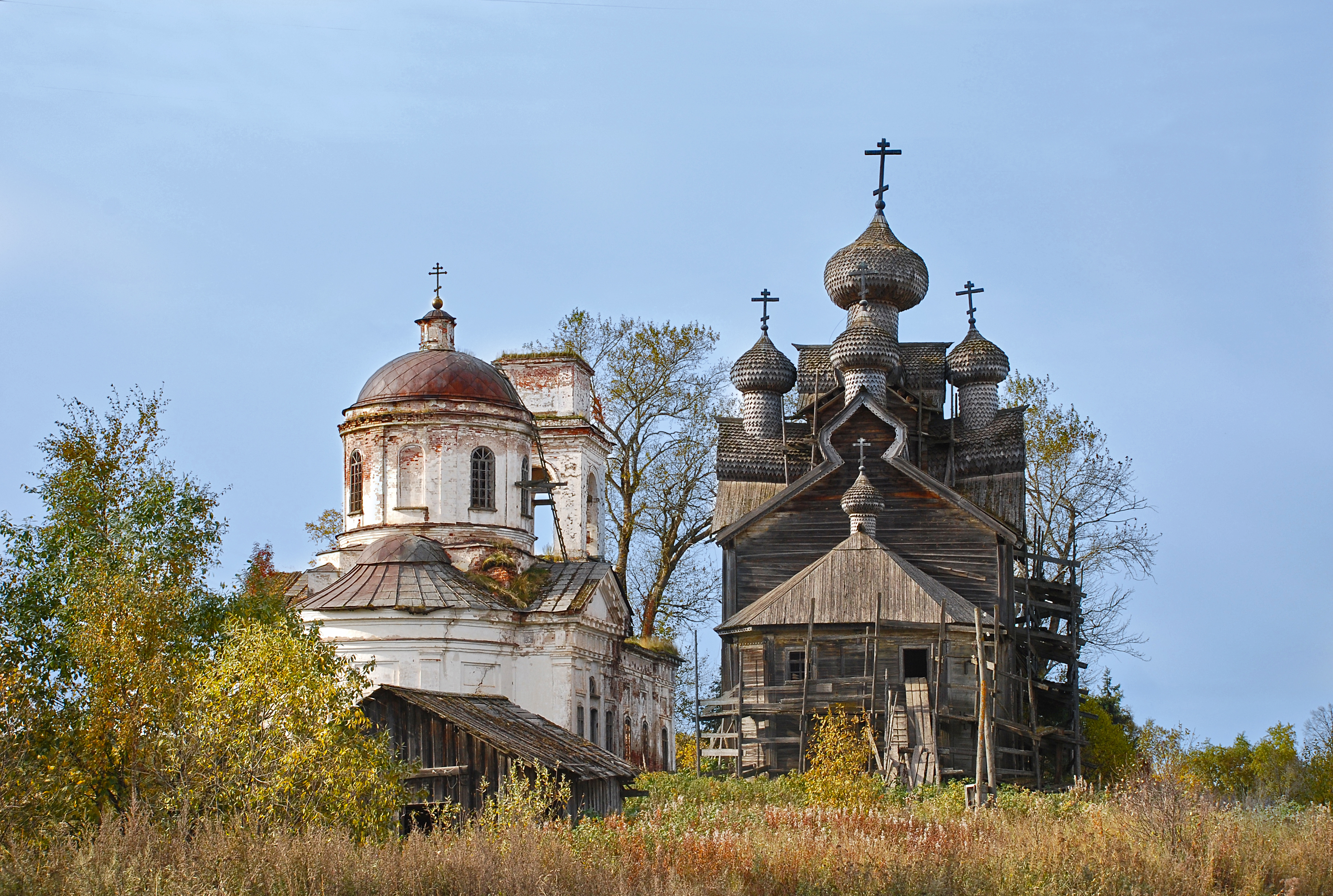
パルトガの教会

パルトガ（ロシア語: Палтога）は、ロシアのヴォログダ州ヴィテゴルスキーにある村である。人口 295人（男 135人、女 160人）。主な国籍は、ロシア国籍が99％を占める。
周辺のいくつかの村が合併し、2001年に設立した。